# Нескафе 3 в 1
Нескафе 3в1 (на английски: Nescafe 3in1) е търговска марка разтворимо кафе, собственост на международната компания „Нестле“. Продуктът се продава на сашета (стикове) и съдържа комбинация от популярното инстантно кафе Нескафе(Нескафе), продукт за кафе и захар, които се разтварят в гореща, но не вряла вода.
Първата част от името на марката – Нескафе, произлиза от първите 3 букви на компанията Нестле и френската дума Cafe'. „3в1“ идва от комбинацията от три съставки в стик за еднократна употреба.

## История
Първият продукт на марката – „Нескафе 3in1 Classic“ е представен в България през 2003 г. и е популярен сред младите хора.

## Асортимент
Гамата продукти на марката включват:
- Нескафе3in1 Classic – първият продукт, представен в България през 2003 г.
- Нескафе 3in1 Strong – представен през 2011 г., кафе-миксът е с по-високо съдържание на разтворимо кафе.
- Нескафе 3in1 Cool – представен през 2013 г., продуктът е предназначен за топлите месеци и се разтваря в студена вода.
- Нескафе 3in1 Classic Crema – представен през 2014 г., продуктът предлага класическа комбинация на 3в1, но с каймак.

## Хранителен състав

### Нескафе 3in1 Classic
Нетно съдържание 17,5, съдържание на разтворимо кафе (Нескафе Classic) – 9%
| Хранителна информация | На 100g.       | На порция 17.5g + 150ml вода | %GDA* |
| Енергия               | 1788kJ/425kcal | 313kJ/74kcal                 | 4%    |
| Белтъчини             | 1.6g.          | 0.3g.                        | 1%    |
| Въглехидрати          | 75.0g.         | 13.2g.                       | 5%    |
| – от които захари     | 61.0g.         | 10.6g.                       | 12%   |
| Мазнини               | 12.2g.         | 2.1g.                        | 3%    |
| – от които наситени   | 11.4g.         | 2.0g.                        | 10%   |
| Хранителни влакнини   | 3.1g.          | 0.6g.                        | 2%    |
| Натрий                | 0.3g.          | 0.05g.                       | 2%    |

* GDA – Ориентировъчен дневен прием при 2000kcal дневно. Личните нужди може да са различни в зависимост от възраст пол тегло и степен на физическа активност.

### Нескафе 3in1 Strong
Нетно съдържание 18g., съдържание на разтворимо кафе (Нескафе 3in1 Strong) – 17,2%
| Хранителна информация | На 100g.       | На порция 18g. + 150ml вода | %GDA* |
| Енергия               | 1682kJ/400kcal | 303kJ/72kcal                | 4%    |
| Белтъчини             | 2.2g.          | 0.4g.                       | 1%    |
| Въглехидрати          | 68.8g.         | 12.4g.                      | 5%    |
| – от които захари     | 54.6g.         | 9.8g.                       | 11%   |
| Мазнини               | 11.6g.         | 2.1g.                       | 3%    |
| – от които наситени   | 10.8g.         | 1.9g.                       | 10%   |
| Хранителни влакнини   | 5.9g.          | 1.1g.                       | 4%    |
| Натрий                | 0.2g.          | 0.04g.                      | 2%    |

* GDA – Ориентировъчен дневен прием при 2000kcal дневно. Личните нужди може да са различни в зависимост от възраст пол тегло и степен на физическа активност.

### Нескафе 3in1 Classic Crema
Нетно съдържание 17.5g., съдържание на разтворимо кафе (Нескафе 3in1 Classic Crema) – 7,9%
| Хранителна информация | На 100g.       | На порция 17.5g. + 150ml вода | %GDA* |
| Енергия               | 1841kJ/437kcal | 322kJ/76kcal                  | 4%    |
| Белтъчини             | 2.0g.          | <0.5g.                        | 1%    |
| Въглехидрати          | 79.0g.         | 14.0g.                        | 5%    |
| – от които захари     | 53.0g.         | 9.3g.                         | 10%   |
| Мазнини               | 12.0g.         | 2.1g.                         | 3%    |
| – от които наситени   | 11.0g.         | 2.0g.                         | 10%   |
| Хранителни влакнини   | 2.7g.          | <0.5g.                        | -     |
| Сол                   | 0.97g.         | 0.17g.                        | 3%    |

* GDA – Ориентировъчен дневен прием при 2000kcal дневно. Личните нужди може да са различни в зависимост от възраст пол тегло и степен на физическа активност.

### Нескафе 3in1 Cool
Нетно съдържание 14.0g., съдържание на разтворимо кафе (Нескафе 3in1 Cool) – 8,3%
| Хранителна информация | На 100g.       | На порция 14g. + 150ml вода | %GDA* |
| Енергия               | 1621kJ/384kcal | 227kJ/54kcal                | 3%    |
| Белтъчини             | 8.2g.          | 1.1g.                       | 2%    |
| Въглехидрати          | 73.0g.         | 10.2g.                      | 4%    |
| – от които захари     | 53.6g.         | 7.5g.                       | 8%    |
| Мазнини               | 5.6g.          | 0.8g.                       | 1%    |
| – от които наситени   | 1.3g.          | 0.3g.                       | 1%    |
| Хранителни влакнини   | 4.2g.          | 0.6g.                       | -     |
| Сол                   | 0.4g.          | 0.1g.                       | 1%    |

* GDA – Ориентировъчен дневен прием при 2000kcal дневно. Личните нужди може да са различни в зависимост от възраст пол тегло и степен на физическа активност.

## Нескафе 3in1 Beatbox Battle
От 2006 г. насам Нескафе 3в1 ежегодно организира единствения по рода си конкурс по бийтбокс в България – The Official Нескафе 3in1 Beatbox Battle, в рамките на който млади изпълнители мерят сили и печелят награди, а шампионите при мъжете и жените участват на световното първенство по бийтбокс. На сцената на The Official Нескафе 3in1 Beatbox Battle са изгрели популярни изпълнители като Александър Деянов – Skiller (световен шампион при мъжете за 2012 и 2013 г.) и Адриана Николова – Pe4enkata(световен шампион при жените за 2012 г.). На събитието в България са гостували и легендарни бийтбоксъри като Rahzel, Kenny Muhammad, Faith SFX, Eklips и други.
Състезанието се провежда в три етапа:
• I Етап – Потребителите се регистрират, качват свои видеа и гласуват;
• II Етап – Директни елиминации;
• III Етап – Финални битки на организирано събитие.
През 2010 г. посетителите на финала на състезанието достигат 8000 души. На финалите през 2013 г. Българската бийтбокс общност прави опит да подобри световния рекорд на Гинес за най-масов бийтбокс, но метеорологичните условия попречват.

## Подкрепа за български изпълнители
Марката става популярна сред значителна част от младите хора, след като решава да спонсорира музикални проекти на български изпълнители.
Един от тези проекти е песента на известната група „Ъпсурт“ – „3 в 1 (неочаквано добра комбинация)“, в която марката се споменава, и която става хит от четвъртия албум на бандата – Quattro. Брандът е подкрепил още множество български изпълнители като Лора Караджова, Сантра, Галя и други. Със съдействието на Нескафе 3в1 българските изпълнители Lilana и Big Sha успяват да създадат за пръв път съвместни проекти със световноизвестни изпълнители като Snoop Dogg, Flo Rida и DMX.